# Leif Roar
Leif Roar (* 31. August 1937 in Kopenhagen; † 26. März 2003 ebenda) war ein dänischer Opernsänger (Bariton).

## Leben
Die Gesangsausbildung erhielt Leif Roar durch Vagn Thordal am Königlichen Musikkonservatorium und in der Det kgl. Teaters Operaskole des Det Kongelige Teater (Opernschule des Königlichen Theaters) in Kopenhagen.
Im Jahre 1964 debütierte er als Thoas in Iphigénie en Tauride von Christoph Willibald Gluck am Königlichen Opernhaus Kopenhagen, wo er noch weitere große Partien sang. In bedeutenden Rollen, wie Rigoletto und Falstaff von Giuseppe Verdi oder Tarquinius in The Rape of Lucretia von Benjamin Britten war er auch an der Jütländischen Oper Aarhus zu hören.
Sein erstes Auslandsengagement führte ihn im Jahre 1967 an das Theater Kiel, ehe im gleichen Jahr seine große, internationale Karriere mit der Berufung an die Deutsche Oper am Rhein Düsseldorf-Duisburg begann. Dort erregte er im Jahre 1972 als Titelheld im Fliegenden Holländer Aufsehen und galt seither als hervorragender Wagner-Interpret.
Bei den Schwetzinger Festspielen wirkte er am 15. Mai 1969 in der Uraufführung von Giselher Klebes Märchen von der schönen Lilie mit und gastierte seit dem Jahre 1971 an der Bayerischen Staatsoper. Bei den Salzburger Osterfestspielen sang er im Jahre 1973 den Donner im Rheingold und im folgenden Jahr auch den Kurwenal in Tristan und Isolde. Im Jahre 1974 war Leif Roar Gast am Teatro Colón in Buenos Aires und absolvierte Gastspiele an der Bayerischen Staatsoper, bei den Münchner Opernfestspielen und an der Staatsoper Stuttgart.
Im Jahre 1975 sang Roar den Hans Sachs in den Meistersingern an der Königlichen Oper Stockholm und hatte Gastspielverträge mit den Opernhäusern von Düsseldorf, Frankfurt am Main, Hamburg, München und Stuttgart. Er absolvierte Gastspiele an der Mailänder Scala, am Bolschoi-Theater Moskau, dem Brüsseler Opernhaus, der San Francisco Opera und der Lyric Opera of Chicago, dem Teatro Colón in Buenos Aires, dem Nationaltheater Mannheim und wirkte bei den Bregenzer Festspielen mit.
Seit dem Jahre 1976 war er Mitwirkender bei den Bayreuther Festspielen als Kurwenal, Telramund und Klingsor. Im Jahre 1982 debütierte er an der Metropolitan Opera New York in der Rolle des Don Pizarro und feierte Erfolge als Telramund. Seit 1984 trat er wieder regelmäßig an der Oper von Kopenhagen und seit 1987 an der Jütländischen Oper Aarhus auf.
Er war neben dem Wagner-Repertoire auch in anderen dramatischen Baritonpartien erfolgreich und machte als Konzert- und Oratoriensänger Karriere. Im Jahre 1995 beendete er seine Sängerlaufbahn.

## Repertoire (Auswahl)
- Wotan, Der Ring des Nibelungen (R. Wagner)
- Wanderer, Der Ring des Nibelungen (R. Wagner)
- Don Pizarro, Fidelio (Beethoven)
- Jochanaan, Salome (R. Strauss)
- Escamillo, Carmen (G. Bizet)
- Friedrich von Telramund, Lohengrin (R. Wagner)
- Klingsor, Parsifal (R. Wagner)
- Don Giovanni, Don Giovanni (W.A. Mozart)
- Graf Almaviva, Figaros Hochzeit (W.A. Mozart)
- Saul, Saul og David (C. Nielsen)
- Mathis, Mathis der Maler (P. Hindemith)
- Baron Scarpia, Tosca (G. Puccini)
- Nick Shadow, The Rake’s Progress (I.F. Strawinski)
- Mandryka, Arabella (R. Strauss)
- Orest, Elektra (R. Strauss)

## Filmografie
- 1982: TV-Aufzeichnung Parsifal (Klingsor), Leitung: Horst Stein
- 1982: TV-Aufzeichnung Lohengrin (Friedrich von Telramund), Leitung: Woldemar Nelsson
- 1986: TV-Aufzeichnung Lohengrin (Friedrich von Telramund), Leitung: James Levine

## Diskografie
- 1983: Gesamtaufnahme Lohengrin von den Bayreuther Festspielen